# Гордана Стојићевић
Гордана Гоца Стојићевић (удата Јанковић; Београд, 7. децембар 1958) српска је певачица народне музике. Њени највећи хитови су: Загрли ме и опрости, Пусти ме да нађем срцу лек, Ја не могу без њега, Пала ћуприја и Добро јутро, Шумадијо.

## Биографија
Отац јој је родом из Кучева, мајка из Пожаревца, а она је рођена у Београду. Родитељи су се развели када је имала три године, па је одрастала уз мајку, која је радила као учитељица у многим местима у источној Србији. Због тога је детињство провела у местима Кучево, Благојев Камен, Нересница и Кучајна. У школу је пошла са шест година, одрастала је у професорској колонији, дружећи се са децом различитих националности, захваљујући чему је научила влашки и помало румунски језик.
Са свега дванаест година победила је на фестивалу Хомољски мотиви, са влашком песмом Мндра мја. Године 1971. снимила је прву плочу са фрулашем Тихомиром Пауновићем и постала вокални солиста Радио Београда. Након завршетка средње зуботехничке школе у Пожаревцу, уписала је и завршила Ветеринарски факултет. У периоду од 1974. до 1977. године била је члан групе Ђердан, коју је основала Мира Васиљевић, након чега је наставила соло каријеру.
Сарађивала је са многим композиторима и музичарима, али посебно истиче сарадњу са ансамблом Радојке и Тинета Живковића, за које каже да су њени естрадни родитељи, као и сарадњу са Миром Васиљевић. Током своје дугогодишње каријере, снимила је 20 сингл-плоча и 16 албума, као и велики број трајних снимака за Радио Београд. Године 2012. ПГП РТС је у оквиру едиције "Записано у времену" објавио троструки ЦД са песмама Гордане Стојићевић.
Њени највећи хитови су песме Загрли ме и опрости ми, Пусти ме да нађем срцу лек, Ја не могу без њега, Пала ћуприја, Добро јутро, Шумадијо, Запиши у свом срцу, Јутрос ми је ружа процветала, Трепетљика трепетала, Копа цура виноград, Прекасно је дошла срећа и други.
Добитница је бројних награда и признања: Естрадна награда Србије, Повеља за изузетан допринос развоју естрадно-музичке делатности, Плакета "Златна лира" за изузетна и незаборавна вокална достигнућа, статус истакнутог естрадног уметника и друге.
Од 1986. године у браку је са економистом Радетом Јанковићем, имају две ћерке - Машу и Лану. У пензији је, а повремено пева у свом ресторану "LM".

## Награде и признања
- Плакета "Златна лира" за изузетна и незаборавна вокална достигнућа, 2018.
- Повеља за изузетан допринос развоју естрадно-музичке делатности од стране СЕМУС-а, 2016.
- Естрадна награда Србије
- 2022. Сабор народне музике Србије, Београд, Награда националног естрадно - музичког уметника Србије

## Фестивали
- 1975. Хит парада — Запиши у свом срцу
- 1976. Хит парада — Нек' нас виде загрљене
- 1976. Београдски сабор — Златно сунце по башти ми шета
- 1977. Хит лета — Сеоски вашар (са групом Ђердан)
- 1978. Хит парада — Кад сам једном срела твоје очи
- 1979. Хит парада — Кад ја волим, ватра је
- 1982. Илиџа — Чича с Требевића (дует са Душком Костићем)
- 1983. Илиџа — Моја си љубав
- 1985. Фестивал народне музике Сарајево — Шта ћу сама у ноћи јесење
- 1987. Млава пева јулу, Велико Лаоле — Опа — цупа, ситан вез
- 1988. Распевана Шумадија, Краљево — Зашто си дошао вечерас, награда за интерпретацију
- 1989. Млава пева јулу, Велико Лаоле — Крај Ситнице и Бистрице
- 1989. Шумадијски сабор — Чему сумња
- 1992. Хит парада — Дано, рано (дует са Драганом Пантићем Смедеревцем)
- 1994. Шумадијски сабор — Што Јоване трошиш дане
- 2018. Лира, Београд — Пала ћуприја / Запиши у свом срцу (Гошћа ревијалног дела фестивала)
- 2022. Сабор народне музике Србије, Београд, Гошћа ревијалног дела фестивала и добитница награде националног естрадно — музичког уметника Србије